# Saure Wochen – frohe Feste
 Saure Wochen – frohe Feste  ist ein Spielfilm der DEFA von Wolfgang Schleif aus dem Jahr 1950.

## Handlung
Um das vierjährige Bestehen des Volkseigenen Großkraftwerkes Henningsberg im Zittauer Braunkohlengebiet würdig zu begehen, ist eine Festveranstaltung mit Theateraufführung vorgesehen. Die älteren Kollegen wollen die klamottenhafte und kitschige Operette „Gärtnerliesl“ aufführen, was die jungen Mitarbeiter jedoch ablehnen. Das Problem ist jedoch, dass es keine modernere Alternative zu dem Stück gibt. Deshalb beginnen umgehend die Proben, natürlich während der Arbeitszeit, um viele Kollegen zum Mitmachen zu bewegen. 
Den Jugendlichen schwebt aber ein eigenes Programm vor, in dem sie auf kabarettistische Weise den Alltag des Werkes aufzeigen wollen. Unerwartete Hilfe erhalten sie von einem in der Nähe wohnenden Maler und dessen Freund, einem Musiker. Nun können sie auch noch den Betriebsdirektor für sich gewinnen, der den beiden Künstlern einen Raum im Kraftwerk für die Proben zur Verfügung stellt, denn die vorhandene Bühne ist durch die Operette belegt. Hier wird die Situation immer kritischer, denn auf Grund des Produktionsrückgangs, dürfen die Zusammenkünfte nicht mehr in der Arbeitszeit stattfinden.
Plötzlich ist der Termin für die Feierlichkeiten in Gefahr. Wegen einer Havarie an einer Turbine werden alle verfügbaren Arbeitskräfte für die Reparatur gebraucht. Jetzt zeigt sich, dass die Alten und die Jungen auch zusammenhalten können. Gemeinsam schaffen sie es, die Turbine bis zum Beginn des Festes wieder funktionstüchtig zu übergeben. Nun kann als erstes die „Gärtnerliesl“ aufgeführt werden, die aber mit Pauken und Trompeten durchfällt. Die immer noch belustigten Zuschauer des abgebrochenen Schauspiels gehen auf den Platz vor dem Kulturhaus, wo das Programm der Jugendgruppe abläuft. Hier erweisen sich die Alten als gute Verlierer und stimmen in den allgemeinen Beifall ein.
Ganz zum Schluss kommt auch noch ein wenig Liebe mit ins Spiel.

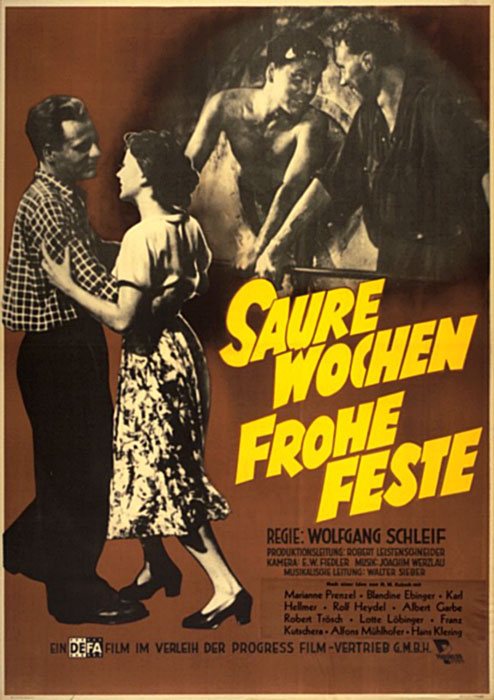
Plakat zum Film

## Produktion
Die Idee für den Film kam von Hermann Werner Kubsch und die Dramaturgie lag in den Händen von Kurt Stahlschmidt. 
Saure Wochen – frohe Feste ist ein vom DEFA-Studio für Spielfilme im Atelier Berlin-Johannisthal und im Kraftwerk Hirschfelde gedrehter Schwarzweißfilm, der seine Doppelpremiere am 24. November 1950 im Berliner DEFA-Filmtheater in der Kastanienallee sowie im ebenfalls Berliner Kino Babylon hatte. Die Fernsehpremiere fand am 14. August 1953 im Programm des Fernsehzentrum Berlin statt.

## Kritik
Hermann Müller vertrat im Neuen Deutschland den Eindruck, dass er noch nie bei einem DEFA-Film das Publikum so anhaltend und herzlich lachen gesehen habe.
Ro. stellte in der Neuen Zeit fest, dass es dem Film trotz des Aufwandes an realistischer Szenerie nicht gelinge, die schwere Arbeit als das sichere, tragende Fundament zu zeigen, aus dem die Fröhlichkeit rarer Feste erst herauswachsen könne. Die Kamera sehe nicht genau hin und selbst die Gelegenheit des lang erzählten Turbinenschadens nutze sie nicht, um mit detaillierter Genauigkeit die Schwierigkeiten der Reparatur deutlich zu machen.
Für das Lexikon des internationalen Films ist der Film ein mageres Lustspiel, das mit heiteren Mitteln Propaganda für den sozialistischen Wettbewerb zu machen versuche. Aus der Vielzahl schwacher Szenen ragten bestenfalls einige kabarettistische Auftritte von Blandine Ebinger und Hans Klering heraus.